# Бончев, Георги
Георги Бончев (болг. Георги Бончев, полное имя Георги Бончев Николов; 1866—1955) — болгарский учёный-геолог и педагог.
Автор более 140 научных работ и университетских учебников по петрографии. Почётный гражданин Софии.

## Биография
Родился 6 августа 1866 года в селе Жеравна Сливенской области Болгарии.
Окончил среднюю школу в городе Габрово. Изучал естественные науки в Загребском университете с 1888 по 1893 год. Здесь в 1891—1893 годах был доцентом кафедры минералогии и геологии, а в 1893 году стал доктором философии. 

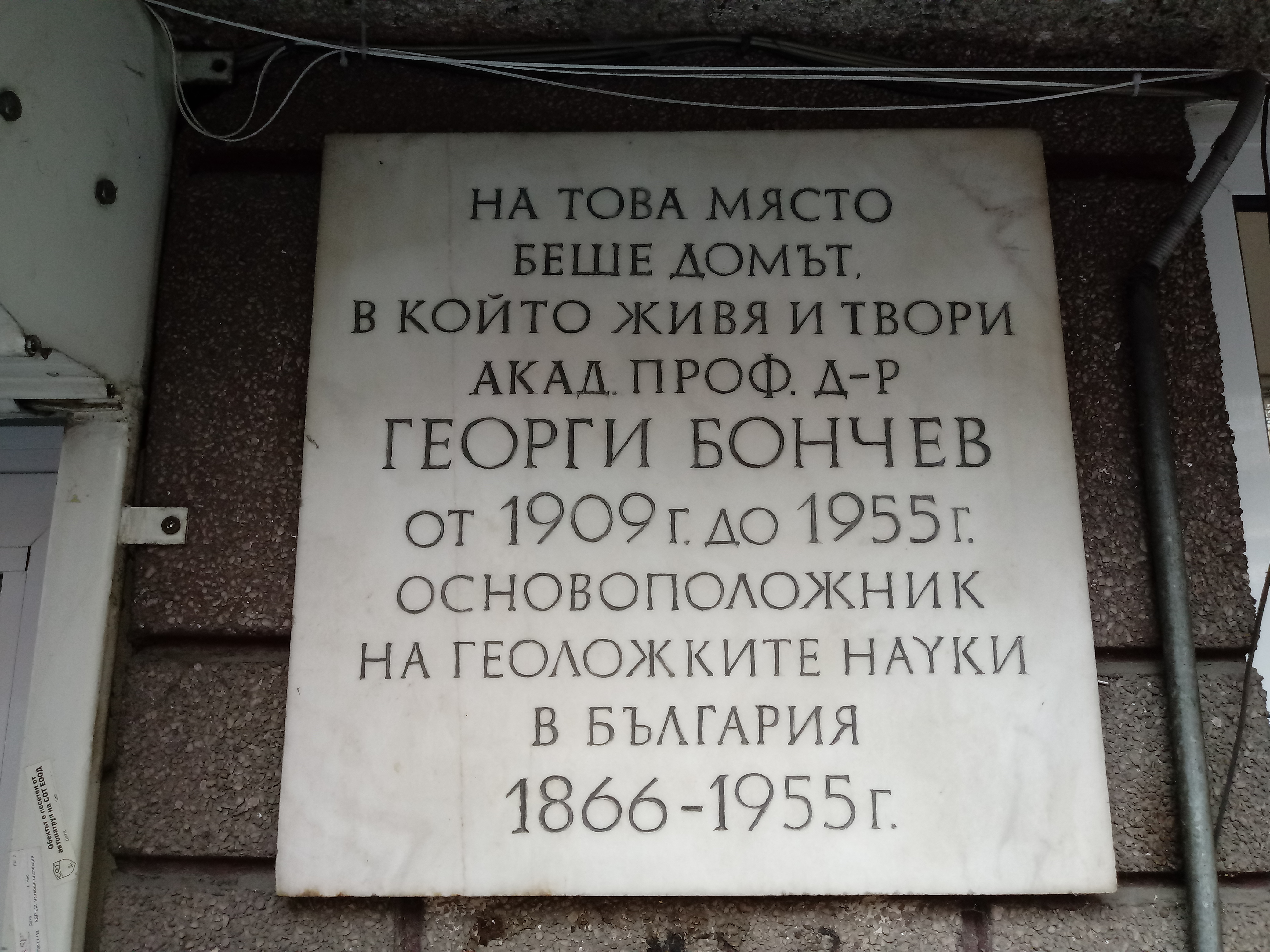
Памятная доска a Софии

С 1 октября 1893 года Бончев работал профессором минералогии и геологии, а с 1895 года является постоянным доцентом кафедры минералогии и геологии в Софийском университете. С октября 1905 по октябрь 1936 года он был постоянным профессором и заведующим кафедрой минералогии и петрографии. Также являлся деканом физико-математического факультета в 1906/07, 1907/08, 1919/20, 1927/28 учебных годах и ректором университета в 1914/15 годах.
Георгий Бончев являлся членом Болгарской академии наук с 1900 года. Был основателем и первым директором  (1944—1948 годы) Геологического института Болгарской академии наук. Первый президент Болгарского геологического общества (1925). В 1910 году вместе с Георгием Златарским он составил геологическую карту Болгарии: Геологическа карта на България в 20 листа 28 х 40 см в мащаб 1:300 000 (в сътрудничество с Г. Златарски), София: 1905-1910. 
Умер 7 марта 1955 года в Софии.

## Память
- Имя Георги Бончева носит одна из улиц в академическом комплексе Болгарской академии наук.
- В декабре 2016 года по случаю 150-летия со дня рождения Георгия Бончева в Болгарии была выпущена почтовая марка.[2][3]